# Frères maristes
Cet article possède des paronymes, voir Pères maristes, Société de Marie (Marianistes) et Marianistes polonais.
Pour les articles homonymes, voir FMS.
Les Frères maristes ou Frères maristes des écoles (en latin, Institutum Fratrum Maristarum a Scholis, nom abrégé en « F.M.S. ») ou Maristes de Champagnat forment une congrégation laïque masculine enseignante de droit pontifical.

## Histoire
Vers 1815, quelques séminaristes de Lyon parmi lesquels on trouve Jean-Claude Courveille, Jean-Claude Colin et Marcellin Champagnat conçoivent le projet de fonder une société de prêtres en l'honneur de la Vierge Marie. Dans le plan de la nouvelle association, aucun ne pense aux frères enseignants sauf Marcellin Champagnat ; ses confrères le chargent de cette fondation ce qu'il accepte. Le 23 juillet 1816, lendemain de leur ordination, ils se rendent à l'église de Fourvière (qui fait aujourd'hui place à la basilique Notre-Dame de Fourvière) pour se consacrer à Marie .
Nommé vicaire de la paroisse de La Valla-en-Gier, Marcellin Champagnat voit la misère des enfants dans les zones rurales de la France et commence à planifier une nouvelle congrégation de religieux laïcs destinée à l'enseignement dans les zones les plus défavorisées du pays. Il achète une maison proche du presbytère et installe les deux premiers frères le 2 janvier 1817.
Pour initier les frères aux méthodes d'enseignement, Champagnat fait venir un maître d'école (1818) ayant été chez les frères des écoles chrétiennes et connaissant parfaitement la méthode simultanée éditée dans la conduite des écoles chrétiennes que Champagnat veut adopter pour sa congrégation. Dans l'école ouverte à La Valla, les frères secondent l'instituteur et se forment, en 1819, celle-ci est confiée entièrement aux frères. La même année, le père Champagnat obtient la permission de quitter le presbytère pour se fixer dans la communauté. Le dimanche, il envoie les frères deux par deux pour faire le catéchisme dans les villages ; l'un d'eux, le frère Laurent, est envoyé au Bessac la semaine pour le catéchisme et l'enseignement.
À la suite des progrès de l'institut, les écoles se succèdent : en 1819 à Marlhes, village natal du père Champagnat puis à Saint-Sauveur-en-Rue (1820), Bourg-Argental (1821), Saint-Symphorien-le-Château (1822), Boulieu-lès-Annonay et Vanosc (1823).
En 1824, il commence la construction de l'Ermitage de Saint-Chamond qui est devenu le siège de l'Institut. Le 24 septembre 1836, Marcellin Champagnat prononce sa consécration religieuse comme père mariste. À sa mort, il laisse 300 frères dans 70 communautés. En 1839, on procède à l'élection d'un supérieur car le fondateur est malade. C'est le frère François Rivat (1808-1881) qui est élu. Champagnat meurt l'année suivante.
Les frères maristes reçoivent leur première reconnaissance pontificale en 1836 et le décret de louange le 9 décembre 1859 ; l'institut a finalement été approuvé le 9 janvier 1863 et ses constitutions le 27 mai 1903.

## Fusion
Plusieurs congrégations religieuses ont fusionné avec les Frères maristes des écoles :[réf. nécessaire]
- 1830 : les Frères de La Côte-Saint-André fondés en 1830 par M. Douillet, directeur du séminaire de La Côte-Saint-André[6] ;
- 1842 : les Frères de l'Instruction chrétienne de Saint-Paul-Trois-Châteaux fondés en 1823 par l'abbé Étienne Fière ;
- 1844 : les Frères de l’Institution chrétienne de Viviers fondés en 1810 par l'abbé Richard, chapelain de Notre-Dame de Bon Secours ;
- 1909 : les Frères de la Mère de Dieu fondé le 8 septembre 1884 par Mgr Valentin Garnier, s.j, vicaire apostolique du Kiang-Nang[7] ;
- 1956 : les Frères de Saint-Pierre-Claver fondés au Nigéria en 1944 par le spiritain Charles Heerey, vicaire apostolique d’Onitsha ;
- 1959 : les Frères de Saint-François-Régis, fondés à la Roche-Arnaud au Puy-en-Velay en 1850 par le jésuite Maxime de Bussy.

## Abus sexuels
En avril 2019, à Barcelone, Joaquin Benitez, ancien professeur d’éducation physique d'une école catholique dirigée par les Frères maristes, est condamné à 21 ans et 9 mois de prison pour agressions sexuelles sur mineurs. Les quatre victimes doivent par ailleurs recevoir 120 000 euros d'indemnité qui seront réglés par l'assureur des Frères maristes si le condamné est insolvable. Toutefois 17 anciens élèves avaient dénoncé des agressions sexuelles mais celles-ci étaient généralement prescrites. Il s’agit du premier jugement parmi les 12 professeurs des écoles Maristes de Barcelone, poursuivis avec plus de 40 plaintes en 2016.

## Maristes célèbres
- Jean-Paul Desbiens, auteur québécois surnommé le Frère Untel
- Henri Vergès (1930-1994), martyr d'Alger, béatifié le 8 décembre 2018
- Frère Walfrid, fondateur du Celtic FC
- Eugène Achard
- Martin Blais (Frère Louis-Grégoire)
- Le 31 octobre 1996, quatre frères espagnols ont été martyrisés au Zaïre, à la mission du camp de Nyamirangwe (Bugobe) : Fernando de la Fuente (1943-1996), Miguel Ángel Isla, Servando Mayor et Julio Rodríguez .
- Le 28 octobre 2007, quarante-sept frères maristes d'Espagne, martyrs de la guerre civile ont été béatifiés, avec d'autres martyrs.
- Le 12 juillet 2025, béatification du suisse Lycarion May (né François Benjamin), éducateur des pauvres en Espagne, par le cardinal Semeraro.

## Activités et diffusion
Les frères se dédient à l'éducation de la jeunesse avec des écoles primaires et secondaires, foyers d'étudiants et orphelinats et dans des services sociaux pour la jeunesse en danger (réinsertion, addictions, jeunesse des rues, camps de réfugiés, etc).[réf. nécessaire]
Ils sont présents en :
- Europe : France, Allemagne, Belgique, Écosse, Espagne, Grèce, Hongrie, Irlande, Italie, Pays-Bas, Portugal, Royaume-Uni, Roumanie, Suisse. Désormais ce sont les Espagnols qui sont les plus nombreux. L'Europe est organisée en 5 provinces (dont une province s'occupe du Levant en dehors du continent) :
  - province de Compostelle (Espagne, Honduras, Portugal)
  - province de l'Hermitage  (France, Algérie, Espagne, Hongrie, Suisse, Grèce)
  - province de l'Europe occidentale et centrale (Irlande, Royaume-Uni, Belgique, Allemagne, Pays-Bas)
  - province d'Ibérie  (Espagne)
  - province méditerranéenne (Espagne, Liban, Syrie et Italie)
- Amérique : Argentine, Bolivie, Brésil, Canada, Chili, Colombie, Costa Rica, Cuba, Équateur, États-Unis, Guatemala, Haïti, Honduras, Mexique, Nicaragua, Paraguay, Pérou, Puerto Rico, Salvador, Uruguay, Venezuela.
  - province de Québec[9].
- Afrique : Algérie, Afrique du Sud, Angola, Cameroun, République centrafricaine, Côte-d'Ivoire, Ghana, République démocratique du Congo, Guinée équatoriale,Kenya, Liberia, Madagascar, Malawi, Mozambique, Nigeria, Rwanda, Tanzanie,Tchad, Zambie, Zimbabwe.
- Asie : 
  - mission ad gentes d'Asie : Thaïlande, Bangladesh, Cambodge, Inde et Philippines
  - province d'Asie-Orientale : Philippines, Corée du Sud, Hong Kong, Malaisie, Singapour et Japon, avec des écoles de qualité comme la Maris Stella Highschool de Singapour, SMJK Sam Tet d'Ipoh en Malaisie, Catholic High School de Petaling Jaya en Malaisie, Marist School de Marikina à Manille, la Notre Dame of Marbel University aux Philippines, etc.
  - province d'Asie du Sud : Inde, Pakistan et Sri Lanka.
- Océanie : Historiquement, il s'agit de la première mission des Frères maristes qui ont accompagné les Pères maristes pour les assister. Ils administrent aujourd'hui un certain nombre de collèges techniques dans le Pacifique (notamment les îles Salomon et la Papouasie-Nouvelle-Guinée, ravagées par la guerre). Ils arrivent en Australie où ils ouvrent une école à The Rocks en 1872. Ils sont aujourd'hui environ 300 frères à travailler dans ce pays, comme enseignants, administrateurs d'établissements d'enseignement, organisateurs de camps de vacances, ou de lieux de retraite. Ils s'occupent aussi de programmes sociaux pour des jeunes en difficulté. Notamment les Aborigènes, avec des missions en Papouasie-Nouvelle-Guinée, à Bougainville, aux îles Salomon et au Timor-Oriental. Les frères aident aussi des communautés au Cambodge et en Inde. L'Australie est organisée en deux provinces : celle de  Melbourne et celle de Sydney (qui s'occupe aussi du Cambodge). L'Océanie est partagée en quatre unités administratives :
  - district de Mélanésie (Nouvelle-Calédonie, Papouasie-Nouvelle-Guinée, îles Salomon et Vanuatu)
  - province de Melbourne et Timor-Oriental
  - province de Sydney et Inde
  - province de Nouvelle-Zélande (Nouvelle-Zélande, Fidji, Kiribati et Samoa).

Au 31 décembre 2005, la congrégation comptait 4 262 frères dans 751 maisons. Au 31 décembre 2016, la congrégation comptait dans 26 provinces et 5 districts un effectif de 3 154 frères. Le siège général est à Rome, Piazzale Marcellino Champagnat. Ils sont dirigés par le frère Ernesto Sánchez et leur secrétaire général est le frère Carlos Alberto Huidobro.